# David Hobbs
David Wishart Hobbs (Leamington Spa, Inglaterra, 9 de junho de 1939) é um ex-automobilista britânico nascido na Inglaterra que participou de 6 Grandes Prêmios de Fórmula 1 entre 1967–1968, 1971, 1974.

## Fórmula 1[1]
(legenda)
| Ano  | Equipe               | Chassis      | Motor                    | 1   | 2   | 3   | 4   | 5   | 6       | 7         | 8       | 9         | 10  | 11       | 12      | 13      | 14  | 15  | Pontos | Classificação |
| ---- | -------------------- | ------------ | ------------------------ | --- | --- | --- | --- | --- | ------- | --------- | ------- | --------- | --- | -------- | ------- | ------- | --- | --- | ------ | ------------- |
| 1967 | Bernard White Racing | BRM P261     | BRM P60 2.1 V8           | RSA | MON | NED | BEL | FRA | GBR 8 G |           | CAN 9 G | ITA       | USA | MEX      |         |         |     |     | 0      | NC (23º)      |
| 1967 | Lola Cars            | Lola T100    | BMW M10 2.0 L4           |     |     |     |     |     |         | GER 10‡ F |         |           |     |          |         |         |     |     | 0      | NC (23º)      |
| 1968 | Honda Racing F1      | Honda RA301  | Honda RA301E 3.0 V12     | RSA | ESP | MON | BEL | NED | FRA     | GBR       | GER     | ITA Ret F | CAN | USA      | MEX     |         |     |     | 0      | NC            |
| 1971 | Penske-White Racing  | McLaren M19A | Ford Cosworth DFV 3.0 V8 | RSA | ESP | MON | NED | FRA | GBR     | GER       | AUT     | ITA       | CAN | USA 10 G |         |         |     |     | 0      | NC (27º)      |
| 1974 | Yardley Team McLaren | McLaren M23  | Ford Cosworth DFV 3.0 V8 | ARG | BRA | RSA | ESP | BEL | MON     | SWE       | NED     | FRA       | GBR | GER      | AUT 7 G | ITA 9 G | CAN | USA | 0      | NC (22º)      |

‡ Carro da Fórmula 2.

### Resultados das 24 Horas de Le Mans[2]
| Ano  | Equipe                                              | Nº | Co-Pilotos                           | Chassi                              | Pneus | Classe   | Voltas | Posição | Posição Na Categoria |
| Ano  | Equipe                                              | Nº | Co-Pilotos                           | Motor                               | Pneus | Classe   | Voltas | Posição | Posição Na Categoria |
| ---- | --------------------------------------------------- | -- | ------------------------------------ | ----------------------------------- | ----- | -------- | ------ | ------- | -------------------- |
| 1962 | Team Lotus Engineering                              | 44 | Frank Gardner                        | Lotus Elite Mk14                    | D     | GT 1.3   | 286    | 8º      | 1º                   |
| 1962 | Team Lotus Engineering                              | 44 | Frank Gardner                        | Coventry Climax 1.2L I4             | D     | GT 1.3   | 286    | 8º      | 1º                   |
| 1963 | Lola Cars Ltd.                                      | 6  | Richard Attwood                      | Lola Mk6 GT                         | D     | P +3.0   | 151    | DNF     | DNF                  |
| 1963 | Lola Cars Ltd.                                      | 6  | Richard Attwood                      | Ford 4.6L V8                        | D     | P +3.0   | 151    | DNF     | DNF                  |
| 1964 | Standard Triumph                                    | 50 | Rob Slotemaker                       | Triumph Spitfire                    | D     | P +3.0   | 272    | 21º     | 3º                   |
| 1964 | Standard Triumph                                    | 50 | Rob Slotemaker                       | Triumph 1.1L I4                     | D     | P +3.0   | 272    | 21º     | 3º                   |
| 1965 | Standard Triumph Ltd.                               | 52 | Rob Slotemaker                       | Triumph Spitfire                    | D     | GT 1.3   | 71     | DNF     | DNF                  |
| 1965 | Standard Triumph Ltd.                               | 52 | Rob Slotemaker                       | Triumph 1.1L I4                     | D     | GT 1.3   | 71     | DNF     | DNF                  |
| 1966 | Maranello Concessionaires                           | 36 | Mike Salmon                          | Ferrari Dino 206S                   | D     | P 2.0    | 14     | DNF     | DNF                  |
| 1966 | Maranello Concessionaires                           | 36 | Mike Salmon                          | Ferrari 2.0L V6                     | D     | P 2.0    | 14     | DNF     | DNF                  |
| 1967 | Lola Cars Ltd. Team Surtees                         | 11 | John Surtees                         | Lola T70 Mk.III                     | F     | P +5.0   | 3      | DNF     | DNF                  |
| 1967 | Lola Cars Ltd. Team Surtees                         | 11 | John Surtees                         | Aston Martin 5.0L V8                | F     | P +5.0   | 3      | DNF     | DNF                  |
| 1968 | J.W. Automotive Engineering Ltd.                    | 10 | Paul Hawkins                         | Ford GT40 Mk. I                     | F     | S 5.0    | 107    | DNF     | DNF                  |
| 1968 | J.W. Automotive Engineering Ltd.                    | 10 | Paul Hawkins                         | Ford 4.9 L V8                       | F     | S 5.0    | 107    | DNF     | DNF                  |
| 1969 | J.W. Automotive Engineering Ltd.                    | 7  | Mike Hailwood                        | Ford GT40 Mk.I                      | F     | S 5.0    | 368    | 3º      | 2º                   |
| 1969 | J.W. Automotive Engineering Ltd.                    | 7  | Mike Hailwood                        | Ford 4.9 L V8                       | F     | S 5.0    | 368    | 3º      | 2º                   |
| 1970 | J.W. Automotive Engineering Ltd.                    | 22 | Mike Hailwood                        | Porsche 917K                        | F     | S 2.0    | 49     | DNF     | DNF                  |
| 1970 | J.W. Automotive Engineering Ltd.                    | 22 | Mike Hailwood                        | Porsche 4.5L Flat-12                | F     | S 2.0    | 49     | DNF     | DNF                  |
| 1971 | Roger Penske Kirk F. White                          | 11 | Mark Donohue                         | Ferrari 512M/P                      | G     | S 5.0    | 58     | DNF     | DNF                  |
| 1971 | Roger Penske Kirk F. White                          | 11 | Mark Donohue                         | Ferrari 5.0L V12                    | G     | S 5.0    | 58     | DNF     | DNF                  |
| 1972 | Equipe Matra-Simca Shell                            | 16 | Jean-Pierre Jabouille                | Matra-Simca MS660C                  | G     | S 3.0    | 278    | DNF     | DNF                  |
| 1972 | Equipe Matra-Simca Shell                            | 16 | Jean-Pierre Jabouille                | Matra 3.0L V12                      | G     | S 3.0    | 278    | DNF     | DNF                  |
| 1979 | Grand Touring Cars Ltd. Ford Concessionaires France | 10 | Vern Schuppan Jean-Pierre Jaussaud   | Mirage M10                          | G     | S +2.0   | 121    | NC      | NC                   |
| 1979 | Grand Touring Cars Ltd. Ford Concessionaires France | 10 | Vern Schuppan Jean-Pierre Jaussaud   | Ford Cosworth DFV 3.0L V8           | G     | S +2.0   | 121    | NC      | NC                   |
| 1981 | EMKA Productions Limited                            | 53 | Eddie Jordan Steve O'Rourke          | BMW M1 Gr.5                         | D     | Gr.5     | 236    | DNF     | DNF                  |
| 1981 | EMKA Productions Limited                            | 53 | Eddie Jordan Steve O'Rourke          | BMW M88 3.5L I6                     | D     | Gr.5     | 236    | DNF     | DNF                  |
| 1982 | John Fitzpatrick Racing                             | 79 | John Fitzpatrick                     | Porsche 935/78 Moby-Dick            | G     | IMSA GTX | 329    | 4º      | 1º                   |
| 1982 | John Fitzpatrick Racing                             | 79 | John Fitzpatrick                     | Porsche Type-935 2.7L Turbo Flat-6  | G     | IMSA GTX | 329    | 4º      | 1º                   |
| 1983 | John Fitzpatrick Racing                             | 11 | John Fitzpatrick Dieter Quester      | Porsche 956                         | G     | C        | 135    | DNF     | DNF                  |
| 1983 | John Fitzpatrick Racing                             | 11 | John Fitzpatrick Dieter Quester      | Porsche Type-935 2.6L Turbo Flat-6  | G     | C        | 135    | DNF     | DNF                  |
| 1984 | John Fitzpatrick Racing Skoal Bandit Porsche Team   | 33 | Philippe Streiff Sarel van der Merwe | Porsche 956B                        | Y     | C1       | 351    | 3º      | 3º                   |
| 1984 | John Fitzpatrick Racing Skoal Bandit Porsche Team   | 33 | Philippe Streiff Sarel van der Merwe | Porsche Type-935 2.6 L Turbo Flat-6 | Y     | C1       | 351    | 3º      | 3º                   |
| 1985 | John Fitzpatrick Racing                             | 33 | Jo Gartner Guy Edwards               | Porsche 956B                        | Y     | C1       | 366    | 4º      | 4º                   |
| 1985 | John Fitzpatrick Racing                             | 33 | Jo Gartner Guy Edwards               | Porsche Type-935 2.6 L Turbo Flat-6 | Y     | C1       | 366    | 4º      | 4º                   |
| 1987 | Joest Racing                                        | 7  | Sarel van der Merwe Chip Robinson    | Porsche 962C                        | G     | C1       | 4      | DNF     | DNF                  |
| 1987 | Joest Racing                                        | 7  | Sarel van der Merwe Chip Robinson    | Porsche Type-935 2.8L Turbo Flat-6  | G     | C1       | 4      | DNF     | DNF                  |
| 1988 | Blaupunkt Joest Racing                              | 7  | Didier Theys Franz Konrad            | Porsche 962C                        | G     | C1       | 380    | 5º      | 5º                   |
| 1988 | Blaupunkt Joest Racing                              | 7  | Didier Theys Franz Konrad            | Porsche Type-935 2.8L Turbo Flat-6  | G     | C1       | 380    | 5º      | 5º                   |
| 1989 | Richard Lloyd Racing                                | 15 | Steven Andskär Damon Hill            | Porsche 962C GTi                    | G     | C1       | 228    | DNF     | DNF                  |
| 1989 | Richard Lloyd Racing                                | 15 | Steven Andskär Damon Hill            | Porsche Type-935 3.0L Turbo Flat-6  | G     | C1       | 228    | DNF     | DNF                  |

## 500 Milhas de Indianápolis[3]
| Ano  | Equipe              | Nº | Chassi  | Motor       | Pneus | Final |
| ---- | ------------------- | -- | ------- | ----------- | ----- | ----- |
| 1971 | Penske Products     | 5  | Lola    | Ford        | G     | 20º   |
| 1973 | Carling Black Label | 73 | Eagle   | Offenhauser | G     | 11º   |
| 1974 | Carling Black Label | 73 | Mclaren | Offenhauser | G     | 5º    |
| 1976 | Dayton-Walther      | 33 | Mclaren | Offenhauser | G     | 29º   |